# Cajun Jig
Cajun Jig, auch bekannt als Cajun One Step, ist eine der einfachsten Tanzformen des Cajun Dance.  Der Cajun Jig war in den 1980er und 1990er Jahren besonders beliebt in Louisiana und wird heute vor allem dort noch getanzt. 
Es gibt nur einen Grundschritt. Oft wird die Schrittfolge noch während desselben Liedes von anderen Tänzen im 6/8 Takt unterbrochen, besonders bei regelmäßig trainierenden Volks- oder Turniertanzgruppen. Es besteht eine Ähnlichkeit zum Merengue. 
Neben dem einfachen Grundschritt kann der Tanz durch Veränderungen in der Armhaltung oder durch Drehungen variiert werden. So werden die Hände zum Beispiel oft überkreuzt gefasst.

## Grundschritt
Anfang:
- Marschieren beginnen mit links, jeweils am Platz, zur Seite, nach vorne und zurück zum Ausgangsort.
- Jetzt tanzt man, als ob man einen Nagel in einer Ferse hätte, und dieser Fuß setzt nur auf den Zehen auf und es wird leicht gehumpelt. So entsteht ein hüpfendes Bild. In welcher Ferse der Nagel ist, kann variiert und abgewechselt werden.
- Auf „eins“ werden die Zehenspitzen des verletzten Fußes aufgesetzt und der Körper aufgerichtet, bei „zwei“ fällt man auf den flachen Fuß.